# Heterachthes erineus
Heterachthes erineus là một loài bọ cánh cứng trong họ Cerambycidae.